# Église Sainte-Catherine de Montfleur
Pour les articles homonymes, voir église Sainte-Catherine.
L'église Sainte-Catherine de Montfleur est une église catholique située à Montfleur dans le Jura en France. Elle est inscrite au titre des monuments historiques le 19 janvier 1993.